# Ditha palauensis
Ditha palauensis är en spindeldjursart som beskrevs av Beier 1957. Ditha palauensis ingår i släktet Ditha och familjen Tridenchthoniidae. Inga underarter finns listade i Catalogue of Life.